# Berlioz (jazzmuzikant)
Berlioz, het alter ego van de Londense producer Ted Jasper, is een jazzcomponist actief sinds 2022. Hij speelt in de eerste plaats een combinatie van Britse jazz gemengd met housemuziek, maar zijn stijl is een mix van moderne lo-fi, jazz en elektronische muziek, vaak instrumentaal en sfeervol. Het wordt geassocieerd met de 'new jazz'.  
De soepele jazzdance doet denken aan het werk van St Germain, al is berlioz minder loungy en meer deephouse. Zijn debuutalbum Open This Wall verscheen in de zomer van 2024, en twee jaar voordien scoorde Berlioz met de singles Deep In It, NYC In 1940 en Jazz Is For Ordinary People.
De muziek van Berlioz wordt omschreven als “Matisse die house maakt” en genereerde miljoenen streams nog voordat hij zijn debuutalbum Open This Wall uitbracht. Deze Matissiaanse inspiratie is te zien in de animaties en visuals waarmee hij zijn TikTok- en Instagram-accounts vult. 

## Geschiedenis
Berlioz is een relatief nieuwe naam in de muziekwereld. Hij begon bekendheid te krijgen rond 2022, vooral via platforms als YouTube en Spotify. Zijn muziek wordt gekenmerkt door een dromerig nieuw elektronisch palet met relaxte grooves en dansbare ritmes. 
Berlioz heeft één album uitgebracht, tevens zijn debuutalbum. Het werd uitgebracht in 2022 onder de naam Open This Wall. Hoewel de plaat geworteld is in hedendaagse jazztrends, bevat het ook Afro-getinte ritmes en de euforie van house. 
De eerste show van Berlioz vond plaats in de Bush Hall in Londen op 27 juli 2023. Hij noemde het Berlioz Debut. Sinds dan heeft hij nog enkele tournees gedaan op verschillende plaatsen. 

## Tournees en concerten

### Berlioz Debut
In het najaar van 2023 ging Berlioz voor de eerste keer op podium in de Bush Hall in Londen. Als repertoire voerde hij zijn toenmalige EP Jazz Is For Ordinary People uit, samen met muziek die hij voorafgaand had gemaakt. Het concert vond plaats op 27 juli 2023.  

### Berlioz Live
Na het succes van zijn eerste show in Londen besloot hij een tweede keer op te treden. Dit gebeurde in de Electric Brixton, een concertzaal in Londen, op 7 december 2023. Hij speelde ongeveer dezelfde repertoire als het voorafgaande concert.

### North America Tour
Op enkele maanden tijd begon Berlioz ook succes te krijgen in het buitenland. Dit was te zien aan de vraag naar concerten buiten het Verenigd Koninkrijk. Berlioz organiseerde de North America Tour in 2023, een tournee met 6 concerten in Chicago, Atlanta, San Francisco, Los Angeles, New York en Toronto. Er werden aanvullende tickets verkocht op vraag van fans nadat de tournee in een mum van tijd was uitverkocht. 

### UK + EU Tour
Na het enorme succes van de North America Tour in 2023, organiseerde Berlioz ook een tournee in het Verenigd Koninkrijk en Europa in 2024 met 26 concerten. Hij speelde in Leeds, Glasgow, Dublin, Manchester, Bristol, Birmingham, Brighton, Amsterdam, Rotterdam, Parijs, Warsaw, Frankfurt, Cologne, Berlijn, Hamburg, Munchen, Brussel, Helsinki, Stockholm, Oslo, Kopenhagen, Madrid, Barcelona, Vienna, Lausanne en Zürich. 

### Shoreditch Street Party
Georganiseerd en gepromoot door Krankbrother, vond op zaterdag 15 juni 2024 een straatfeest plaats op Clifton St. Shoreditch in Londen. Het evenement hostte ook DJ's en andere gasten en duurde van 14u tot 22u. 

### Four Cities
Volgend op het succes van vorige tournees, ging Berlioz nog eens op tournee in 2024 in Los Angeles, New York, Londen en Parijs. Als repertoire speelde hij zijn nieuwe album Open This Wall. 

### Berlioz Presents: Deep In It
Om zijn nieuwe single Deep In It te promoten, organiseerde Berlioz een concert in Londen in KOKO, een concertzaal, op 17 december 2024. Er stond ook een merch pop-up, en er traden een paar speciale gasten mee op. 

### Berlioz Live
In 2025 besloot Berlioz weer zijn eerder bezochte plaatsen in Noord Amerika, het Verenigd Koninkrijk en Europa op te zoeken en ging er weer op tournee. De tournee is momenteel bezig en loopt nog tot 2026. Er zullen 22 concerten plaatsvinden.

#### North America Tour
Hij zal Vancouver, Seattle, Denver, San Fransisco, Phoenix, Dallas, Houston, Miami, Orlando, Atlanta, Boston, Silver Spring, Philadelphia, Montréal en Toronto bezoeken. 

#### UK + EU Tour
Hij zal Wicklow, Steenokkerzeel, Pilton, Charlbury en Londen bezoeken. 

#### Dj-sets
Berlioz zal op enkele festivals staan tijdens zijn tournee. Hij is gepland 8 juni 2025 op het GOV Ball Festival te spelen, op 13 juni 2025 op het Beyond The Pale Festival, op 28 juni 2025 op het Glastonbury Festival en ten slotte op 29 juni 2025 op het Paradise City Festival.

### Finsbury Park Festival
Nadat hij zijn Shoreditch Street Party had uitverkocht in de zomer van 2024, besloot Berlioz een dagfestival te organiseren in Finsbury Park, Londen. Hij stelde enkele artiesten in de line-up die hem inspireerden in zijn eigen muziek, zoals Bellaire, Jacques Greene, Jitwam, Krankbrother, Laurence Guy, Logic1000, System Olympia, Tarzsa en nog een speciale gast die tot nog toe onbekend blijft. Het evenement zal plaatsvinden op 3 augustus 2025. 

## Discografie

### Albums
- Open This Wall (2024)

### Singles en ep's
- NYC in 1940 (2022)
- La Danse (2022)
- Miro (2022)
- Deep In It (2023)
- Wash My Sins Away (2023)
- Jazz Is For Ordinary People (2023)
- Joycelyn’s Dance (2024)
- Something Will Happen (2024)
- Ode To Rahsaan (2024)